# Maglić
 Ovo je glavno značenje pojma Maglić. Za druga značenja pogledajte Maglić (razdvojba).
Maglić je dinarska planina u Bosni i Hercegovini, na državnoj granici s Crnom Gorom s najvišim vrhom u Bosni i Hercegovini od 2386 metara. 
Planina se nalazi oko 20 km jugozapadno od Foče uz granicu Bosne i Hercegovine i Crne Gore. Omeđena je rijekom Sutjeskom na zapadu, planinom Volujak na jugozapadu, rijekama Drinom i Pivom na sjeveroistoku te planinom Bioč na jugoistoku.
Maglić je izgrađen od permskih stijena, mezozojskog vapnenca, dijabaza i malafira, a vidljivi su i lednički tragovi. Obrastao je bukovom i crnogoričnom šumom. Gornja šumska granica je na oko 1600, a iznad te visine je plato s pašnjacima i brojnim grebenima i visovima. Najpoznatije visoravni su Vučevo (s vrhom Crni Vrh), Rujevac, Sniježnica (Snježnica), Prijevor i Mratinjska Gora. Na Magliću se nalazi i Perućica, najveća prašuma u Europi te veliki cirk Urdeni dolovi s Trnovačkim jezerom na 1517 m. Podnožje planine i sve padine su bogate vodom, s brojnim izvorima od kojih je najizdašniji Carev Do koji nikad ne presušuje.